# Anoratha paritalis
Anoratha paritalis là một loài bướm đêm trong họ Erebidae.